# Сэквилл, Лайонел, 1-й герцог Дорсет
Лайонел Крэнфилд Сэквилл, 1-й герцог Дорсет (англ. Lionel Cranfield Sackville, 1st Duke of Dorset; 18 января 1688 — 10 октября 1765) — английский пэр и политик, который занимал пост лорда-президента Совета с 1745 по 1751 год. Он также дважды занимал пост лорда-лейтенанта Ирландии (1730—1737, 1750—1755).
Титулы: 1-й герцог Дорсет (с 13 июня 1720 года), 7-й граф Дорсет (с 29 января 1706 года), 2-й граф Миддлсекс (с 29 января 1706 года), 7-й барон Бакхерст, графство Сассекс (с 29 января 1706 года), 2-й барон Крэнфилд из Крэнфилда, Бедфордшир (с 29 января 1706 года).

## Биография
Родился 18 января 1688 года в графстве Дорсет, Англия. Единственный сын Чарльза Сэквилла, 6-го графа Дорсета и 1-го графа Миддлсекса (1643—1706), и леди Мэри Комптон (1669—1691), младшей дочери Джеймса Комптона, 3-го графа Нортгемптона.
С рождения носил титул учтивости — лорд Бакхерст, он сменил своего отца на посту 7-го графа Дорсета и 2-го графа Миддлсекса в 1706 году, а в 1720 году получил титул 1-го герцога Дорсета.
Возможно, потому, что он находился в предыдущей дипломатической миссии в Ганновере, он был выбран, чтобы сообщить ганноверскому курфюрсту Георгу I о его вступлении на корону в августе 1714 года. Георг I первоначально благоволил ему, и ему были предоставлены многочисленные должности и почести: тайный советник, кавалер Ордена Подвязки, камергер стула, лорд-стюард, губернатор Дуврского замка и смотритель пяти портов. При коронации Георга I он нёс скипетр, а при коронации Георга II он был лордом-верховным стюардом и нёс корону Святого Эдуарда. Он поссорился с королём в 1717 году, и ему сказали, что его услуги больше не нужны, но три года спустя он стал герцогом Дорсетом.

## Лорд-лейтенант Ирландии
Лорд Дорсет дважды занимал пост лорда-лейтенанта Ирландии: с 1731 по 1737 год и снова с 1750 по 1755 год. В 1739 году, при основании больницы для подкидышей, он был одним из первых управляющих этой благотворительной организации. Его первый срок на посту лорда-лейтенанта прошел без происшествий. Второе его назначение произошло во время острой политической напряженности между двумя основными фракциями в ирландском правительстве, одну возглавлял Генри Бойл, спикер ирландской палаты общин, другую — Джордж Стоун, англиканский архиепископ Армы. Лорд Дорсет, находившийся теперь под сильным влиянием своего сына Джорджа Сэквилла, совершил ошибку, открыто поддержав архиепископа. Он не смог отстранить Бойля от власти, и его обвинили в том, что он был инструментом архиепископа. Он стал крайне непопулярным, что в конечном итоге привело к его отзыву.
Нынешняя О'Коннелл-стрит в Дублине до 1924 года называлась в его честь Сэквилл-стрит.

## Последние годы

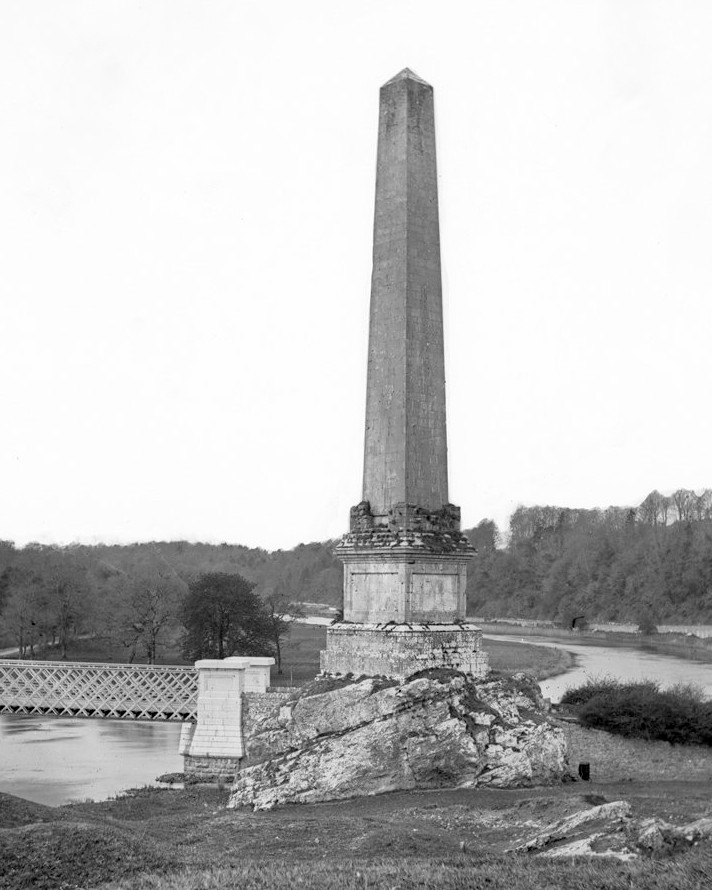
Обелиск Бойна, камень в фундамент которого лорд-наместник Ирландии Лайонел Сэквилл заложил 17 апреля 1736 года. Позже он был разрушен в 1923 году.

Его последние годы прошли без происшествий, если не считать бунта в 1757 году, вызванного принятием Закона о милиции для создания армии для Семилетней войны, в котором он едва избежал ранений. Он умер в Ноле 9 октября 1765 года и был похоронен в Уитихэме в Сассексе.

## Персонаж
Хорас Уолпол так охарактеризовал своего персонажа: «обладая величайшим достоинством в своей внешности, в частной жизни он был величайшим любителем шутовства и низкой компании… никогда не считалось, что он хотел стремления к власти, в каких бы руках она ни находилась или могла находиться». Джонатан Свифт считал его одним из самых приятных и хорошо информированных людей и лучших собеседников, которых он когда-либо встречал. Даже суровые критики признавали его достоинство и безупречную приличия, последнее наследие манер двора королевы Анны.

## Семья

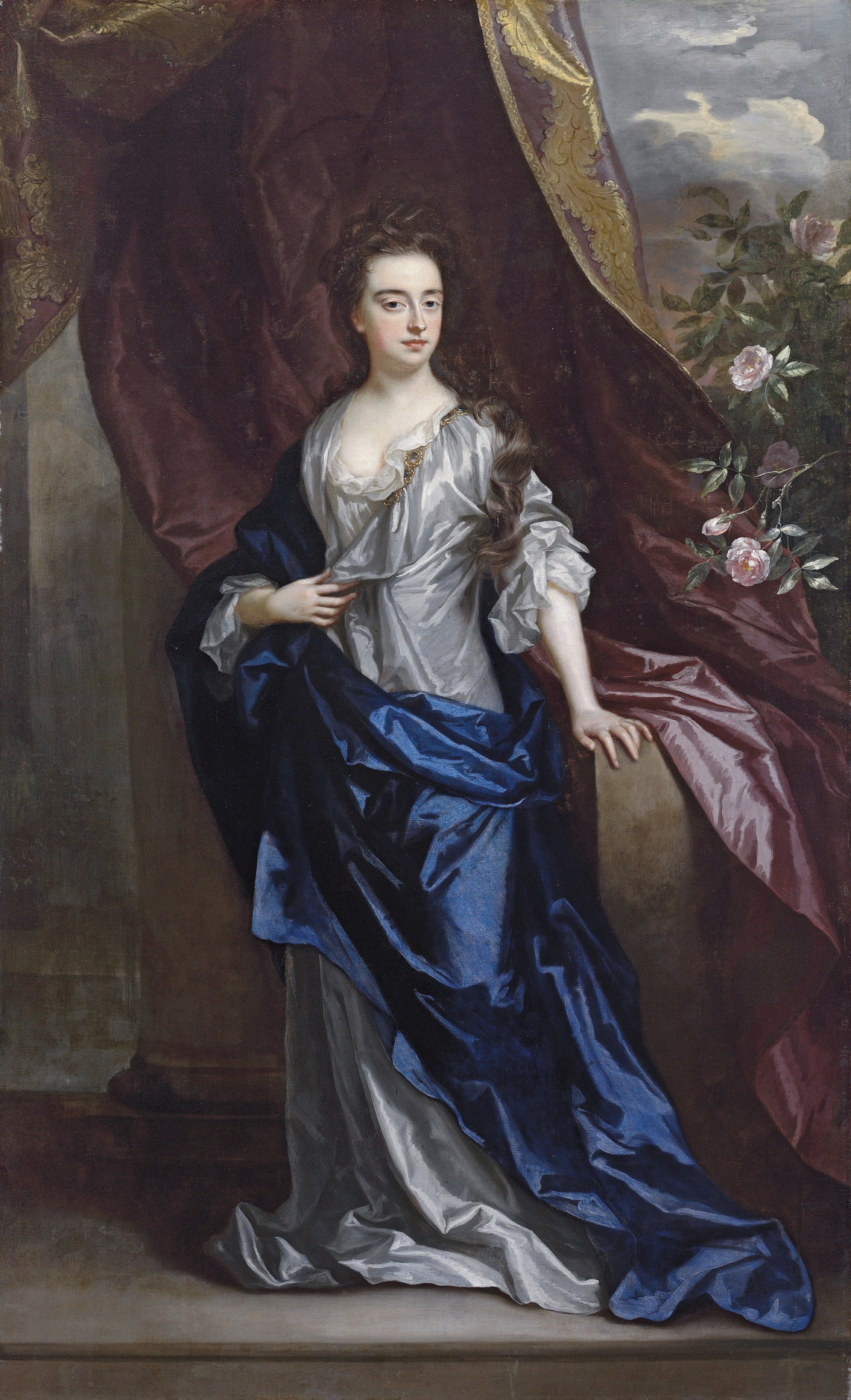
Элизабет Сэквилл, герцогиня Дорсет (1689—1768), супруга Лайонела Сэквилла, 1-го герцога Дорсета

В январе 1709 года Лайонел Сэквилл женился на Элизабет Кольер (ок. 1689 — 12 июня 1768), дочери генерал-лейтенанта Уолтера Кольера (брата Дэвида Кольера, 1-го графа Портмора). Позже она стала хозяйкой спальни (1714—1737) и правительницей гардеробной (1723—1731) Каролине Ансбахской, жены короля Георга II.
У Лайонела и Элизабет было трое сыновей и две дочери:
- Чарльз Сэквилл, граф Миддлсекс (6 февраля 1711 — 5 января 1769), старший сын и преемник отца, будущий 2-й герцог Дорсет
- Лорд Джон Сэквилл (22 июня 1713 — 3 декабря 1765), отец Джона Сэквилла, 3-го герцога Дорсета
- Лорд Джордж Сэквилл (26 января 1716 — 26 августа 1785), позже лорд Джордж Жермен и 1-й виконт Сэквилл.
- Леди Элизабет Сэквилл (ок. 1711 — 19 июня 1729), вышедшая замуж за Томаса Тинна, 2-го виконта Уэймута
- Леди Кэролайн Сэквилл (6 марта 1718 — 24 марта 1775), вышедшая замуж за Джозефа Дамера, 1-го графа Дорчестера[англ.].